# Polanka (říční lázně)
Říční lázně Polanka jsou koupaliště a Kulturní památka České republiky na ulici Polanka v Třebíči v okrese Třebíč v Kraji Vysočina. Říční lázně byly postaveny dle projektu Bohuslava Fuchse a slavnostně otevřeny v roce 1934.

## Popis

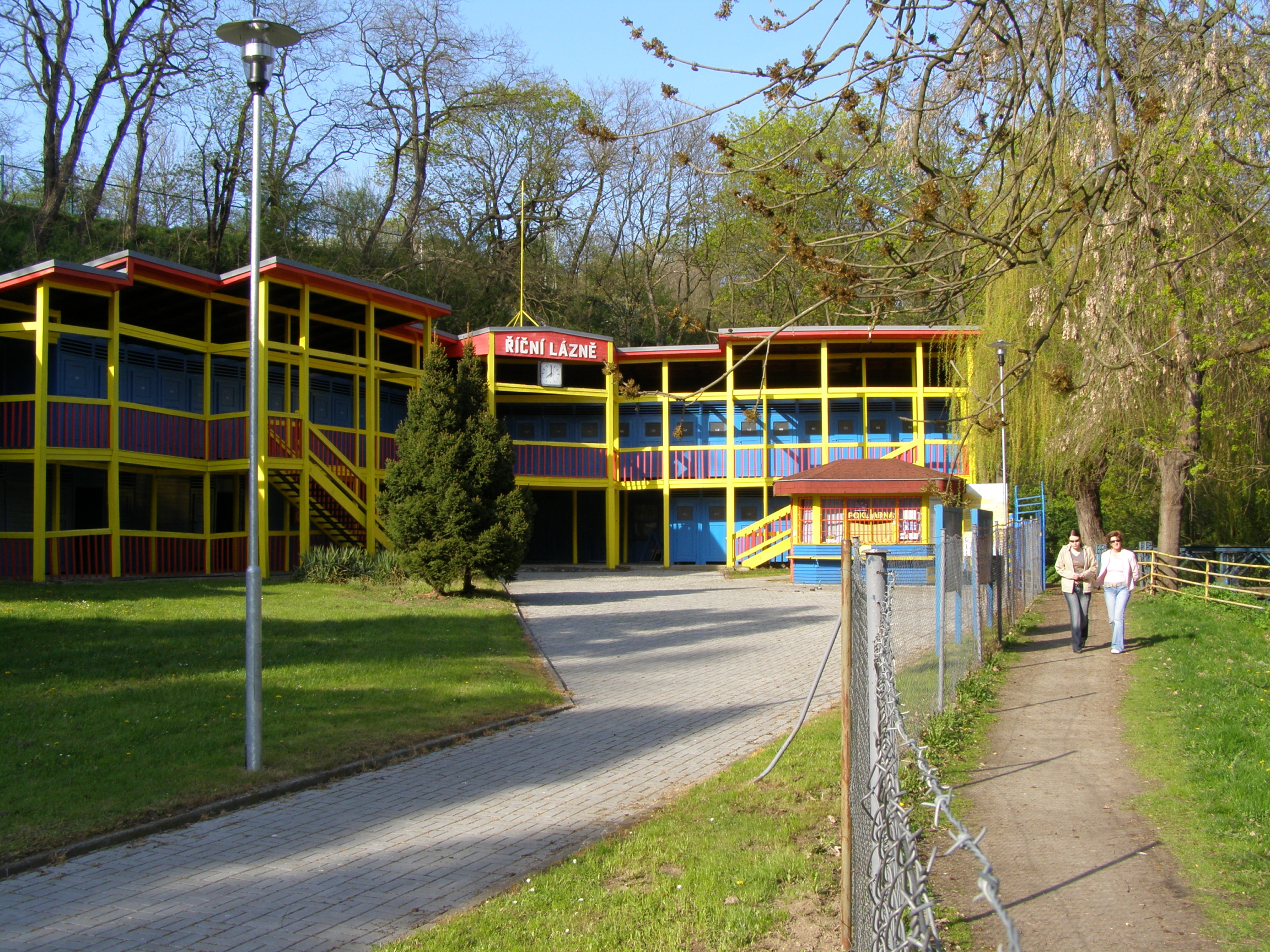
Pohled na říční lázně

Budova je ojedinělou stavbou v rámci projektů Bohuslava Fuchse, konstrukce lázní je ze dřeva, ta se dochovala v původní podobě. V budově je asi 160 šatních kabinek a místo pro občerstvení. Původně byly určeny pro objekt říčních lázní. Do rekonstrukce mezi lety 2017 a 2018 nesloužily kabinky k převlékání a využito bylo pouze zázemí pro občerstvení.
Budova je půdorysu dle písmena L a je dřevěného skeletu. Na celé ploše podlaží je umístěn ochoz se čtyřmi schodišti. Střecha je mírného sklonu a je zakryta pozinkovaným plechem. Střecha je podepřena dřevěnými sloupy s výškou přes obě patra. Delší křídlo budovy je dispozicí dvojdílné, skládá se z ochozu a kabinek, ve střední částí pak je dispozicí čtyřdílné, kdy se skládá z ochozu, kabinek, chodby a opět kabinek. Kratší křídlo pak je trojdílné a složené z ochozu, kabinek a chodby. Kabinky jsou kryty kazetovými dveřmi. Obvodový plášť je prkenný, stejně tak i podlaha a dělicí stěny. V přízemí je však podlaha betonová a je mírně nadzdvihnuta nad terén. Zadní část byla upravena později vyzdívkou z cihel a sklobetonu. Původně byl objekt barevný, není však známo jakou měly šatny barvu, později byl dlouhodobě obarvena na hnědou barvu. Nynější barva je žlutočervenomodrá, kdy žlutou barvou jsou natřeny nosné prvky konstrukce, červenou podbití střechy a výplň zábradlí a modrou stěny, dveře a ostatní výplně.

## Historie
První plovárna byla otevřena na pravém břehu řeky kolem roku 1910.

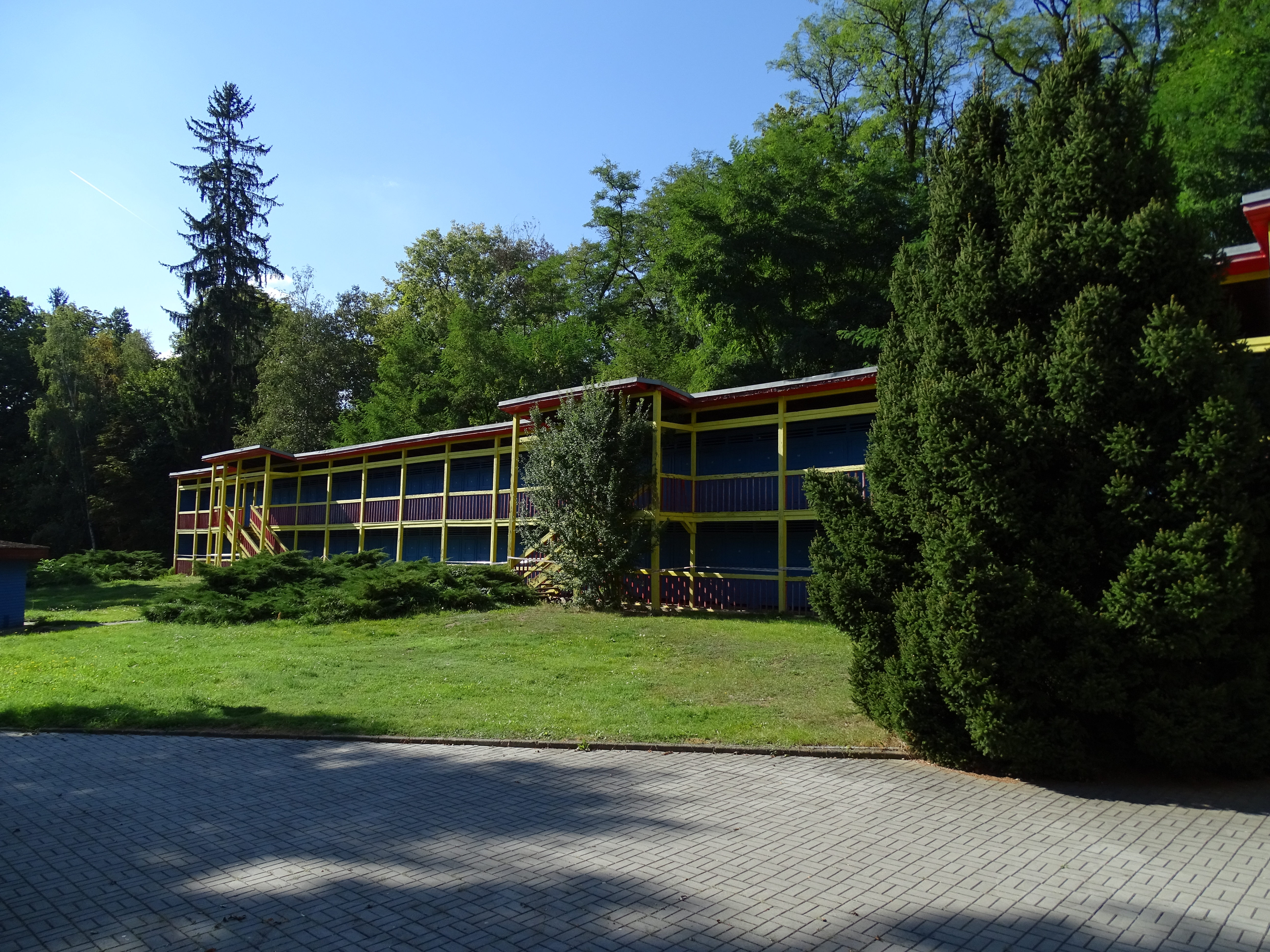
Pohled na říční lázně

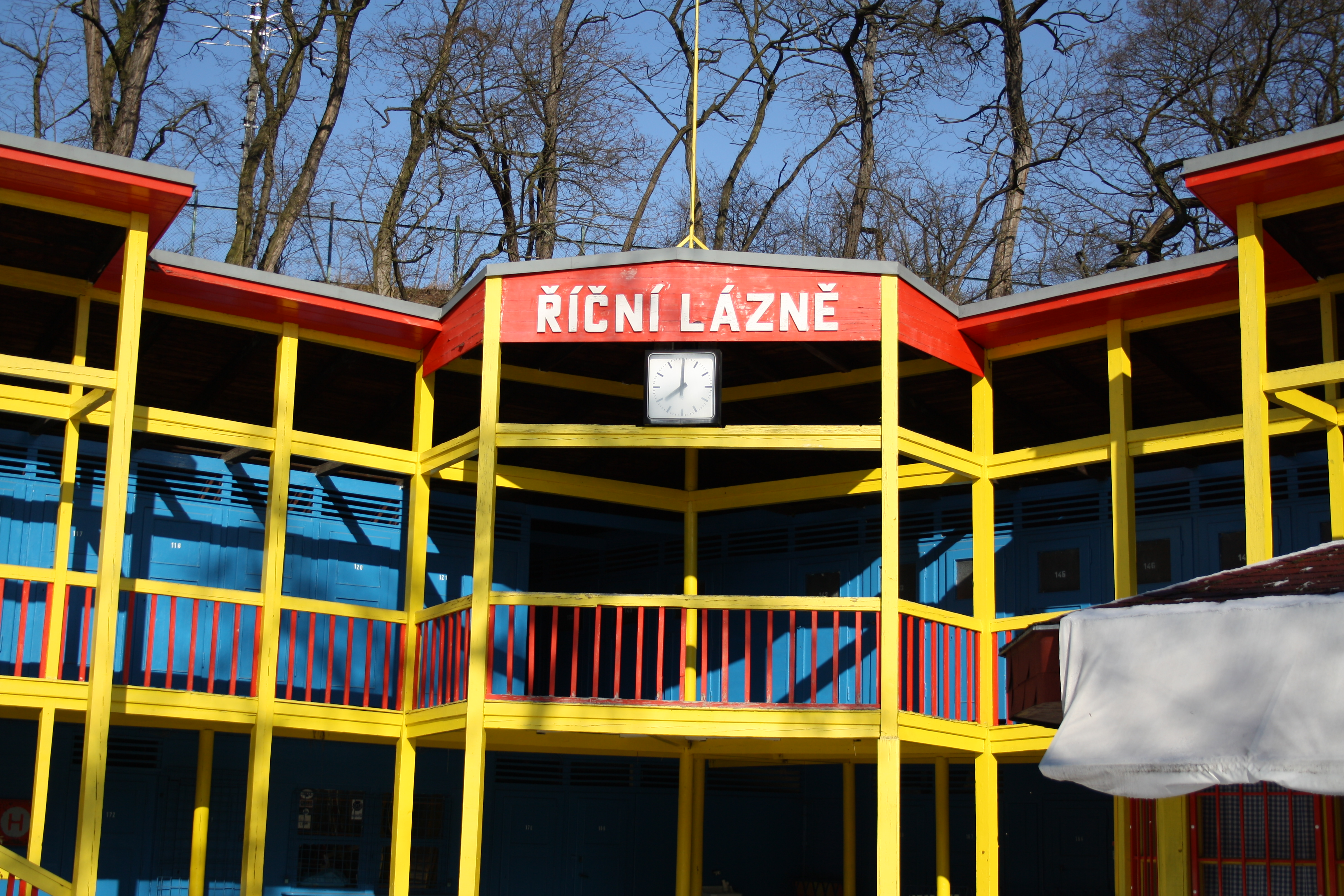
Detail

Říční lázně byly rozšířením území tzv. Polanky na druhý břeh poté, co na bývalé valdštejnské louce na podklášterské straně řeky vyrostly říční lázně. Autorem projektu byl Bohuslav Fuchs. Stavěny byly v letech 1933–1934. Slavnostně otevřeny byly 27. května 1934. Jejich kapacita činila 1200 osob. Příští rok se na Polance odbývaly velké oslavy 600. výročí povýšení na město. Říční lázně s Polankou spojoval dřevěný most se skokanskou věží, která se vždy po sezóně snímala. Dřevěný most byl po druhé světové válce nahrazen kovovým mostem, původně vyrobeným pro vojenskou potřebu (tzv. Bailey bridge). Koncem 70. let byl na levém břehu řeky vybudován plavecký areál s bazénem s přihřívanou vodou (otevřen v červnu 1977). Součástí nového areálu je minigolfové, nohejbalové a volejbalové hřiště, tobogán, dětský a velký bazén, skokanský bazén a sauna. Roku 1992 se v areálu koupaliště odehrála televizní soutěž Hry bez hranic, kde zvítězilo družstvo města Třebíče a v roce 1994 byl otevřen nový tobogán.
Roku 2011 bylo oznámeno, že provoz koupaliště by měl být omezen. V roce 2018 proběhla architektonická soutěž k podobě nové lávky, která má nahradit most konstrukce Bailey.

## Rekonstrukce v 21. století
V roce 2015 bylo oznámeno, že radnice bude usilovat o dotaci pro rekonstrukci a konzervaci historického objektu říčních lázní jako významné památky. V roce 2016 měla započít rekonstrukce budovy původních dřevěných lázní, cena rekonstrukce byla odhadována na přibližně 3,8 milionu korun. V dalších letech bude potřeba za částku kolem 30 milionů korun rekonstruovat i hlavní bazén koupaliště, ten se propadá do podloží a ve skeletu bazénu dochází k únikům vody. V roce 2017 proběhla druhá etapa rekonstrukce, bylo také oznámeno, že po dokončení oprav budovy dřevěných šaten budou k dispozici k převlékání. Po skončení letní sezóny v roce 2017 mělo dojít k pokračování rekonstrukce areálu koupaliště, měl být rekonstruován bazén a instalace s ním spojené.
V rámci rekonstrukce lázní bylo zjištěno, že hlavní padesátimetrový bazén je v havarijním stavu. Hliníková vana bazénu je stará 40 let a postupně se ztenčila a objevují se na ní praskliny, ty jsou postupně opravovány, dalším problémem je postupné klesání jedné strany bazénu. Výměna za nerezovou vanu bude stát přibližně 30 milionů korun, které bude muset investovat zřejmě město Třebíč. Další část rekonstrukce se v roce 2017 týkala opravy základových prahů pod dřevěnými kabinkami a opravy vnitřních dřevěných konstrukcí. Původní barvy převlékacích kabinek byly nahrazeny jasnějšími, původní měly být tlumenější. Barvy budou upraveny, kdy z původní bílé bude spíše smetanová barva, modrá bude světlejší a červená bude spíše cihlová, rekonstrukce bude dražší a bude trvat aspoň do roku 2019. Při rekonstrukci barevných nátěrů dostanou říční lázně i svůj původní název, který dříve byl na budově - nově bude opět na budově nápis Městské říční lázně.
V roce 2018 má být rekonstruován malý skokanský bazén. I když bylo prohlášeno, že skokanský bazén bude rekonstruován a město na rekonstrukci mělo prostředky, tak se v soutěži na zakázku o opravu skokanského bazénu nepřihlásil jediný zájemce. Problémem je, že pro společnosti některé zakázky nejsou lukrativní, protože mají mnoho jiné práce. Skokanský můstek je vysoký pět metrů. Dne 19. dubna byla vyhlášena veřejná zakázka na úpravy skokanského bazénu, předpokládaná cena úprav je 6,5 milionu Kč. V roce 2019 bylo oznámeno, že celková cena dosáhne 12 milionů, což je proti předpokladu téměř dvojnásobná cena.

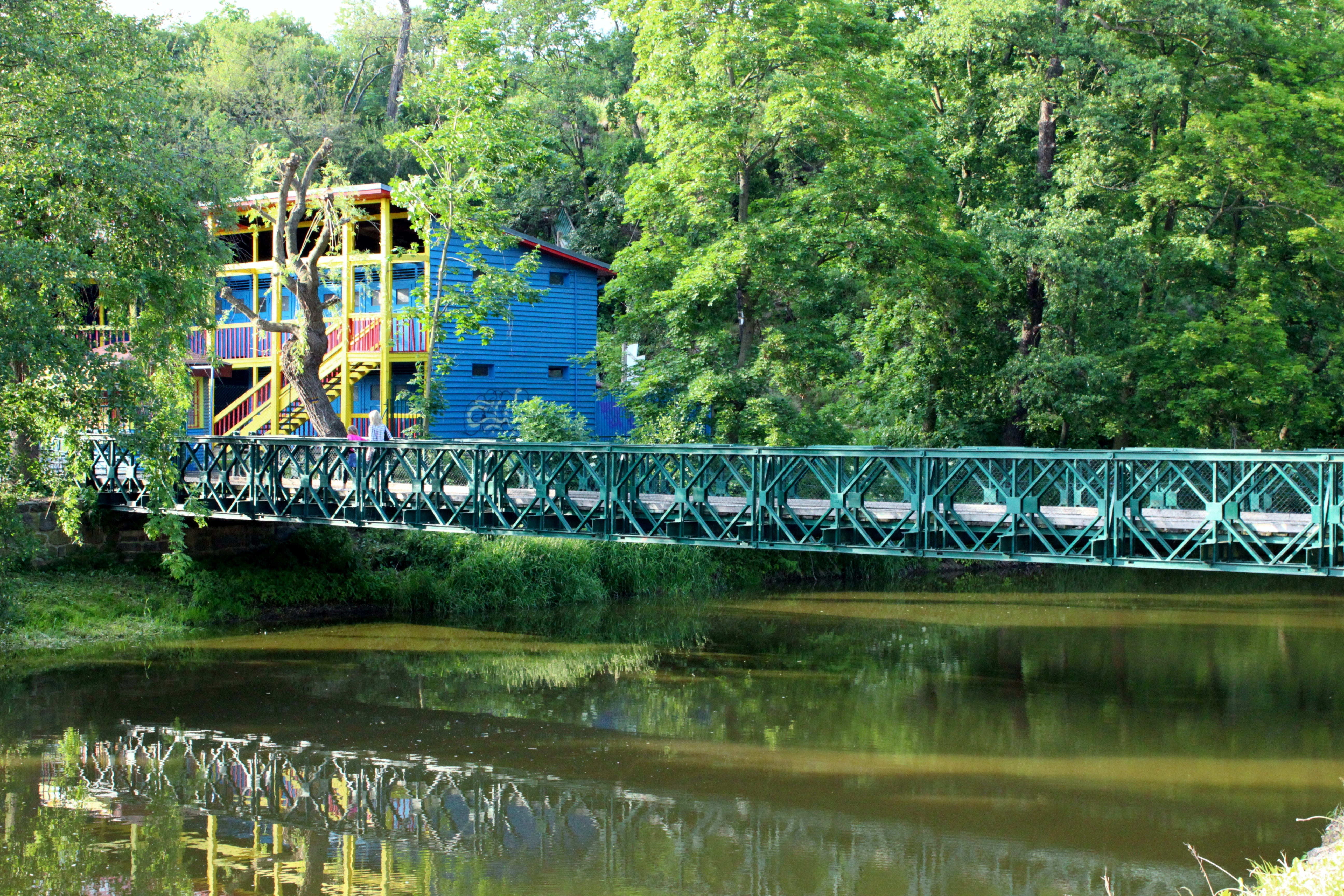
Most Bailey bridge na Polance

Roku 2018 bylo oznámeno, že rekonstrukce bude trvat alespoň do roku 2020 a cena dosáhla prozatím 5 milionů Kč. Dotace ministerstva pokrývají 3,3 milionu Kč. Součástí rekonstrukce je úprava šatních skříněk a bezpečnostních schránek. Nové šatní skříňky by měla dodat společnost Ynoywod z Třince.
V roce 2019 bylo navýšeno vstupné do areálu koupaliště, poslední změna vstupného proběhla v roce 2006. Nyní bude navýšeno o 10 – 15 Kč. V roce 2019 byla otevřena rekonstruována skokanská věž. V roce 2020 bude vypracována studie, jak by měly říční lázně fungovat nadále. Jejich součástí je velký padesátimetrový bazén, bude se zkoumat, zda jej rozdělit na dva menší nebo zachovat. Po dokončení studie budou výsledky diskutovány s občany. Při diskusi s občany bylo zmíněno, že chybí také dohřívání v bazénech a to tak oddaluje spuštění provozu koupaliště. V roce 2020 byly nově natřeny šatny, bylo rozhodnuto, že by měly být natřeny v tlumenějších barvách než dříve. Rekonstrukce měla být dokončena na konci léta roku 2021. Nakonec se termín nestihl a dokončena byla v roce 2022.
V roce 2021 získalo na rekonstrukci město v rámci Programu záchrany architektonického dědictví grantu 700 tisíc Kč. V roce 2021 bylo oznámeno, že koupaliště bude modernizováno, předpokládané náklady dosahují 120 milionů Kč. Rekonstrukce by dle plánu měla být zahájena v roce 2023. Dne 3. září 2023 byla plovárna uzavřena a v listopadu 2023 bylo oznámeno, že v roce 2024 a 2025 proběhla rekonstrukce, celkové náklady dosáhnou cca 200 milionů Kč. Byla také rekonstruována resp. nově postavená lávka vedoucí k plovárně. Byly postaveny dva nové bazény, bazény pro malé děti, zázemí či tobogány. V rámci přípravy na rekonstrukci bylo pokáceno 5 stromů a keř a prořezáno dalších 6 stromů. Areál byl v roce 2024 zbaven původního bazénu, upraveno bylo i okolí areálu včetně chodníků, zeleně či veřejného osvětlení. Na střeše budovy plovárny budou instalovány fotovoltaické panely, ty však budou sloužit pouze pro výrobu elektřiny. Ohřev vody bude nově zajištěn plynovými ohřívači. V dubnu roku 2025 byly již dokončeny beachvolleybalové kurty, chodníky či mobiliář. Na konci dubna by měly být napouštěny bazény a proběhnout testy technologií.
Po rekonstrukci by měl být areál pronajmut novému nájemci za minimální částku 400 tisíc Kč ročně. Nový nájemce by měl být schopen 1. června otevřít areál.

## Památka roku 2021
Budova říčních lázní na koupališti Polanka získala v kategorii rekonstrukcí, převyšujících dva miliony korun, titul Památka roku 2021. Zástupcům města Třebíče bylo ocenění předáno 21. dubna 2022.

## Polanka Fest
V roce 2016 se konal první ročník festivalu pod názvem Polanka Fest, kdy bylo v lednu roku 2017 ohlášeno, že se chystá pokračování hudebního festivalu. Festival se v roce 2017 konal od 28. do 29. července. Na festivalu se v roce 2017 prezentovaly skupiny a umělci Hand Grenade, O5&Radeček, Tata Bojs, Xindl X, Iné kafe, Michal Hrůza, Petr Bende Band, Mňága a Žďorp, Vypsaná fiXa a Visací zámek. V roce 2018 se festival konal od 27. do 28. července, zúčastnily se jej skupiny Chinaski, Mandrage, Mig 21, Rybičky 48 nebo Marek Ztracený.